# Tillandsia usneoides
Tillandsia usneoides wird im Deutschen als Louisianamoos, Spanisches Moos oder auch als Ziegenbart und im Englischen als „Spanish Moss“ bezeichnet (weitere Bezeichnung aus dem Spanischen ist „Cabello de hadas“, zu deutsch „Feenhaar“). Sie gehört zur artenreichen Gattung der Tillandsien (Tillandsia) aus der Familie der Bromeliengewächse (Bromeliaceae). 
Die Heimat liegt in Amerika und reicht von den Südstaaten der USA bis nach Argentinien und Chile. Mittlerweile wurde die Pflanze auch in anderen Ländern mit ähnlichem Klima eingebürgert.

## Beschreibung
Die Wuchsform von Tillandsia usneoides gleicht derjenigen der Bartflechten (Usnea); hiervon leitet sich auch der Artname ab.
Sie hängt als Epiphyt von Ästen, Kakteen, Felswänden, Überlandleitungen usw.

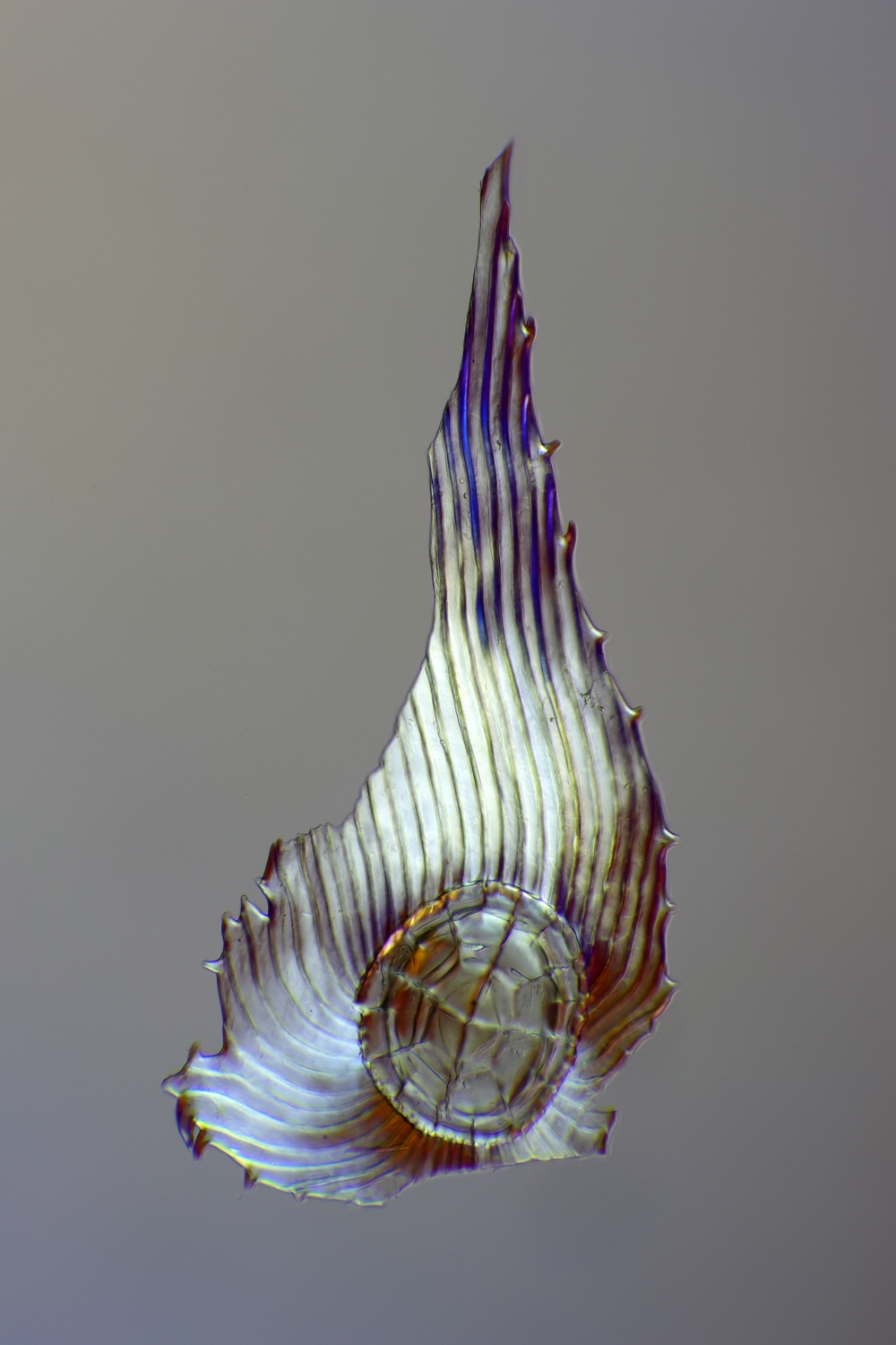
Tillandsia usneoides, Saugschuppe (Saughaar), mikroskopisch im polarisierten Durchlicht

Tillandsia usneoides ist sehr formenreich. Es gibt Varietäten und Typen mit sehr dünnen Trieben bis hin zu welchen mit dickeren Trieben. Nur als Sämling bildet diese Art eine kleine Keimwurzel aus. Danach lebt sie völlig ohne Wurzeln. In langen Trieben hängt sie von allen geeigneten Unterlagen wie Ästen, Stromleitungen oder Dächern und die Wasser- und Nährstoffversorgung erfolgt alleine durch Regen und Luft. Die Vermehrung erfolgt meistens vegetativ durch Teilstücke oder seltener durch Samen mit Flugfallschirmen. Pro Trieb wird nur eine stiellose, unscheinbare, grünliche Blüte ausgebildet. Alle Pflanzenteile außer der Blüte sind von Saugschuppen dicht bedeckt, deshalb sehen die Pflanzen, wenn es nicht regnet, grau aus. Wenn die Pflanzen feucht sind, wird aus den Saugschuppen die Luft von Wasser verdrängt und die Pflanzen wirken grünlicher. Tillandsia usneoides ist eine CAM-Pflanze, öffnet ihre Spaltöffnungen also nachts, um Kohlenstoffdioxid aufzunehmen.

## Verwendung
Louisianamoos wurde früher als Verpackungsmaterial und Polstermaterial für Sofas und Matratzen verwendet, was sich oft als problematisch erwies, da sich in der Pflanze häufig Wanzen einnisten.

## Sonstiges
Nach einer indianischen Legende ist Louisianamoos das Haar einer Prinzessin, die am Tage ihrer Hochzeit von Feinden getötet wurde. Der trauernde Bräutigam soll es abgeschnitten und in einen Baum gehängt haben. Der Wind trug das Haar fort und verteilte es so über das ganze Land.

## Bilder

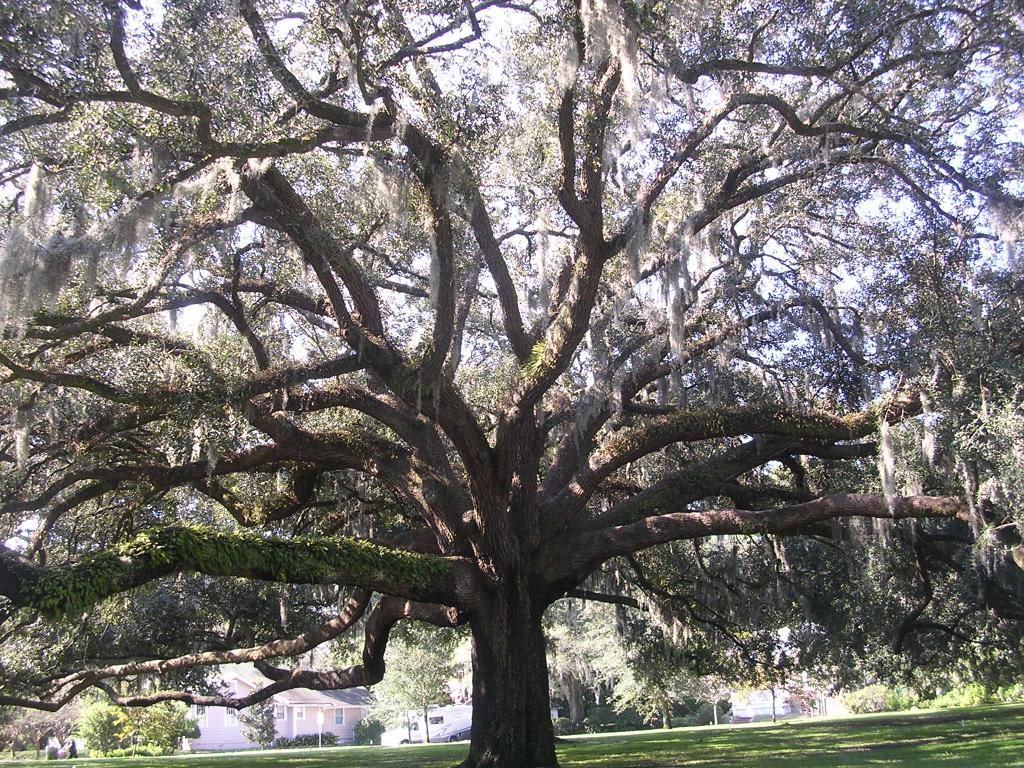
Herabhängend an einer Virginia-Eiche (Quercus virginiana).
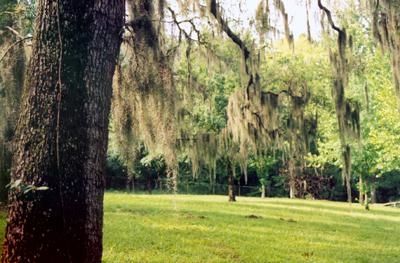
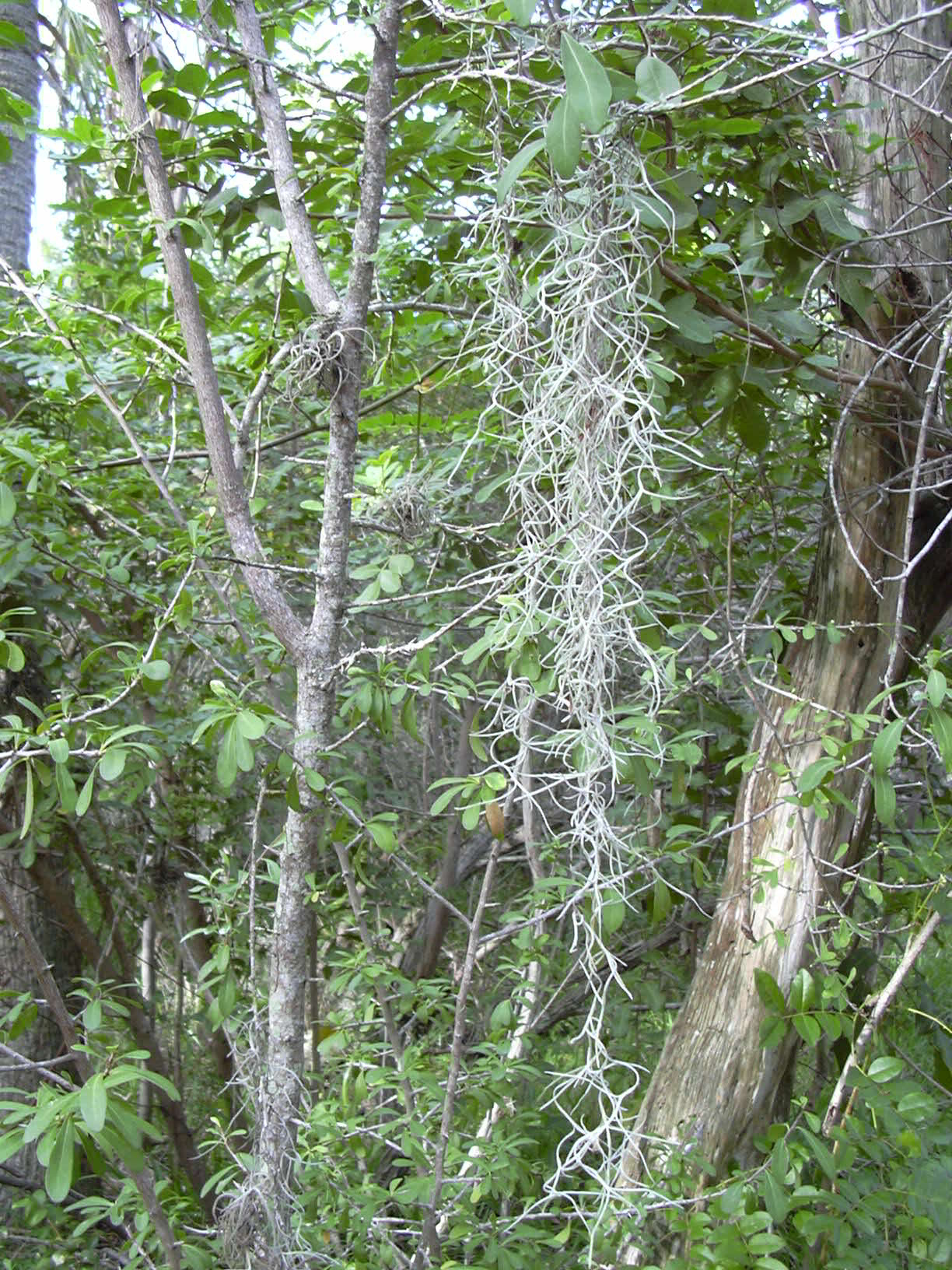
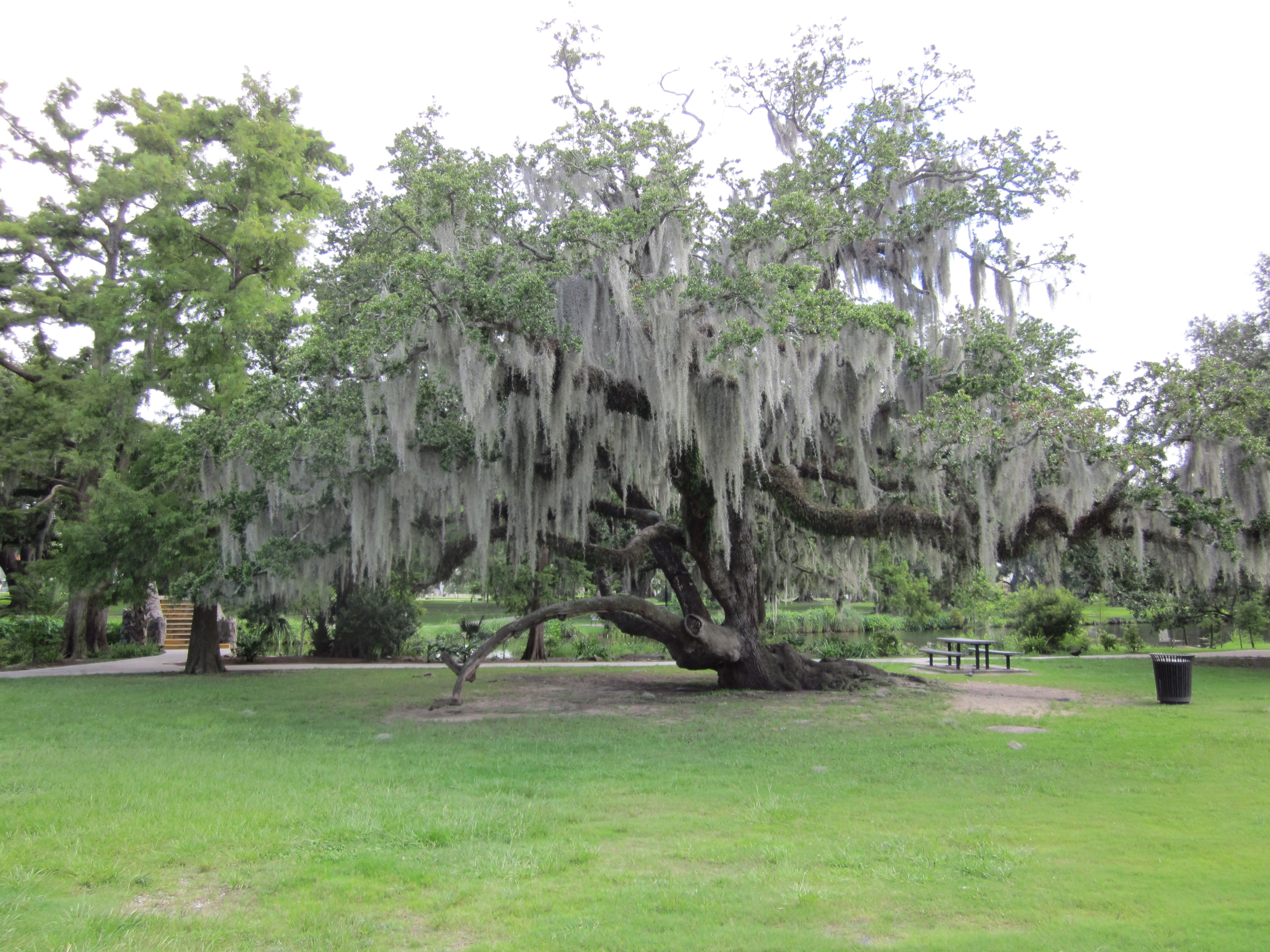

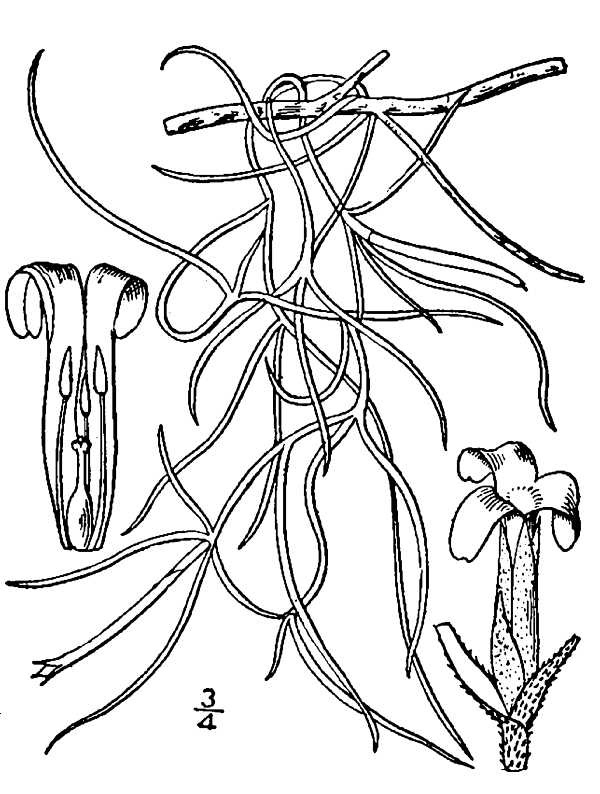
Illustration: Habitus und Blüte.
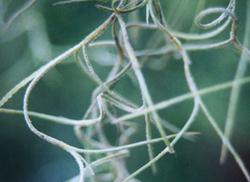
Nahaufnahme: zu erkennen ist der Habitus und die Saugschuppen an allen Pflanzenteilen.
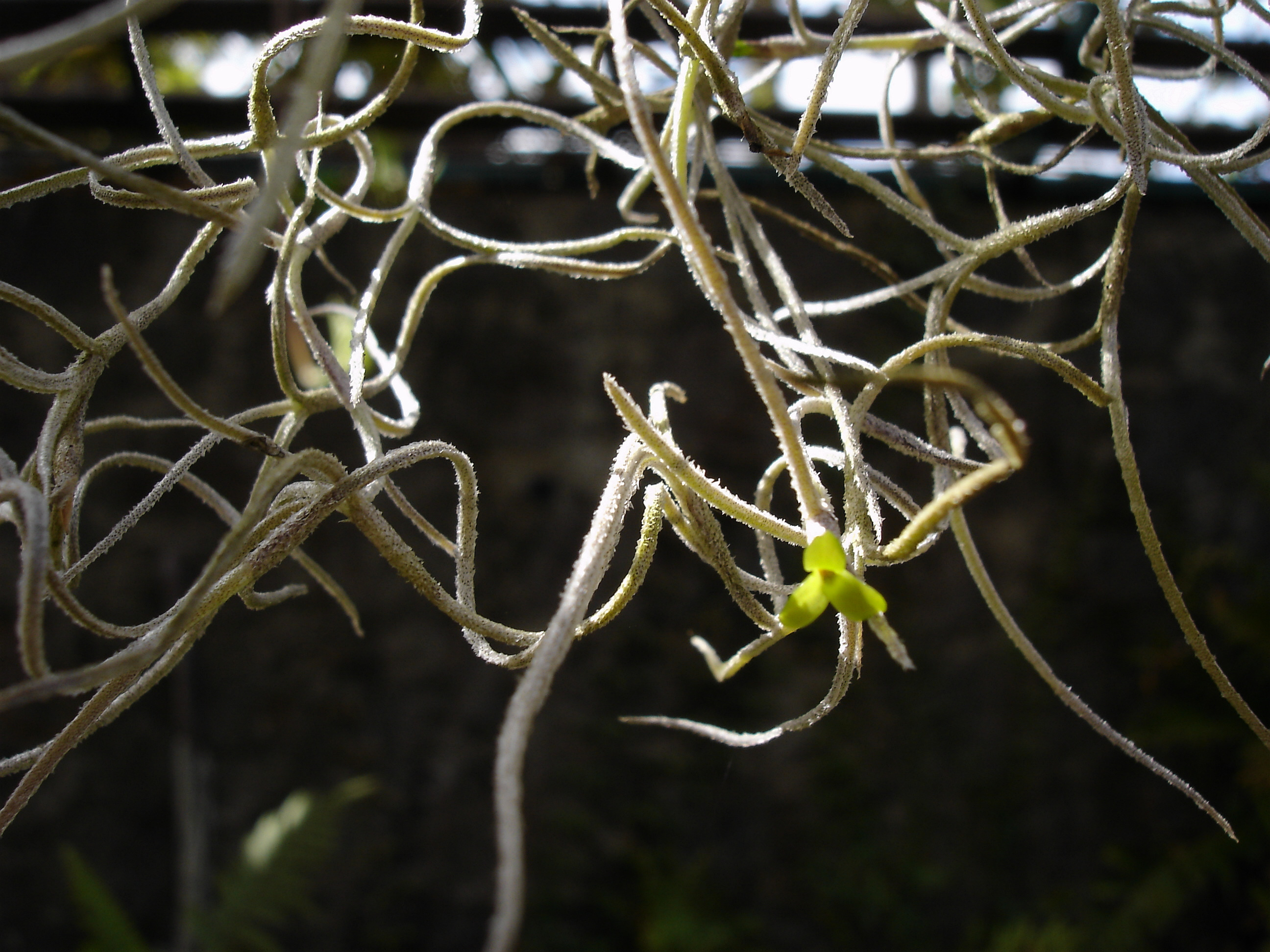
Nahaufnahme: zu erkennen ist die gelbgrüne Blüte